# 010 Trojans 2016
Questa voce raccoglie le informazioni riguardanti gli 010 Trojans nelle competizioni ufficiali della stagione 2016.

## Eredivisie 2016

### Stagione regolare
| 21 febbraio 2016 2ª giornata | 010 Trojans | 0 – 44 | Amsterdam Crusaders |  |

| 20 marzo 2016 5ª giornata | 010 Trojans | 42 – 13 | Lightning Leiden |  |

| 27 marzo 2016 6ª giornata | Arnhem Falcons | 14 – 20 | 010 Trojans |  |

| 24 aprile 2016 9ª giornata | Lightning Leiden | 0 – 41 | 010 Trojans |  |

| 1º maggio 2016 10ª giornata | 010 Trojans | 20 – 14 | Arnhem Falcons |  |

| 15 maggio 2016 12ª giornata | Amsterdam Crusaders | 38 – 27 | 010 Trojans |  |

| 29 maggio 2016 13ª giornata | 010 Trojans | 17 – 15 | Groningen Giants |  |

| 12 giugno 2016 15ª giornata | Amsterdam Panthers | 0 – 20 | 010 Trojans |  |

### Playoff
| 19 giugno 2016 Semifinale | Alphen Eagles | 14 – 17 | 010 Trojans |  |

| 2 luglio 2016 Tulip Bowl | Amsterdam Crusaders | 40 – 6 (7-0 14-6 7-0 12-0) | 010 Trojans | (1200 spett.) |

## Statistiche di squadra
| Competizione           | %Vittorie | In casa | In casa | In casa | In casa | In casa | In casa | In trasferta | In trasferta | In trasferta | In trasferta | In trasferta | In trasferta | Totale | Totale | Totale | Totale | Totale | Totale |
| Competizione           | %Vittorie | G       | V       | N       | P       | Pf      | Ps      | G            | V            | N            | P            | Pf           | Ps           | G      | V      | N      | P      | Pf     | Ps     |
| ---------------------- | --------- | ------- | ------- | ------- | ------- | ------- | ------- | ------------ | ------------ | ------------ | ------------ | ------------ | ------------ | ------ | ------ | ------ | ------ | ------ | ------ |
| ED - Stagione regolare | .750      | 4       | 3       | 0       | 1       | 79      | 86      | 4            | 3            | 0            | 1            | 108          | 52           | 8      | 6      | 0      | 2      | 187    | 138    |
| ED - Playoff           | .500      | 0       | 0       | 0       | 0       | 0       | 0       | 2            | 1            | 0            | 1            | 23           | 54           | 2      | 1      | 0      | 1      | 23     | 54     |
| Totale                 | .700      | 4       | 3       | 0       | 1       | 79      | 86      | 6            | 4            | 0            | 2            | 131          | 106          | 10     | 7      | 0      | 3      | 210    | 192    |